# (1155) Aënna
(1155) Aënna est un astéroïde de la ceinture principale découvert le 26 janvier 1928 par l'astronome allemand Karl Wilhelm Reinmuth à Heidelberg. Sa désignation provisoire était 1928 BD.
L'astéroïde porte un nom artificiel, construit sur la prononciation allemande des lettres A et N (/a/ et /ɛn/, comme en français), suivi du suffixe féminin -a. Il honore l'Astronomische Nachrichten (abrégé en AN). Le nom a été proposé par l'Institut de calcul astronomique.